# گوهونگ
گوهونگ (به لاتین: Goheung County) یک منطقهٔ مسکونی در کره جنوبی است که در استان جئولانام-دو واقع شده‌است. گوهونگ ۷۷۵٫۵ کیلومتر مربع مساحت و ۷۰٬۰۰۰ نفر جمعیت دارد.